# Bokel, Rendsburg-Eckernförde
Bokel là một đô thị thuộc quận Rendsburg-Eckernförde, bang Schleswig-Holstein.